# Санкт-Петербургская художественно-промышленная академия имени А. Л. Штиглица
Санкт-Петербургская государственная художественно-промышленная академия имени А. Л. Штиглица (Академия Штиглица) — одно из старейших российских высших учебных заведений, ведущее подготовку специалистов в сфере изобразительного, декоративно-прикладного искусства и дизайна.
Основана в 1876 году на средства, пожертвованные бароном Александром Штиглицем.
Главный корпус Училища технического рисования барона Штиглица, спроектированный и построенный в 1878—1881 годах, создан А. И. Кракау в содружестве с архитектором Р. А. Гёдике. Соседнее здание музея построено первым директором этого учебного заведения, архитектором М. Е. Месмахером.
С 1953 по 1994 год академия именовалась Ленинградским высшим художественно-промышленным училищем имени В. И. Мухиной, поэтому в СМИ её часто называют «Мухинским училищем» или просто «Муха» .

## История

### Училище технического рисования
- В 1876 году по указу Александра II на средства, пожертвованные банкиром и промышленником бароном Александром Людвиговичем Штиглицем (1814—1884), основано Центральное училище технического рисования.
- Училище существовало на проценты от завещанного А. Л. Штиглицем в 1884 капитала (около 7 миллионов рублей) и готовило художников декоративно-прикладного искусства для промышленности, а также учителей рисования и черчения для средних художественно-промышленных школ.
- Январь 1898 — С. П. Дягилев организует Выставку русских и финляндских художников, в которой наравне с А. Н. Бенуа и М. А. Врубелем участвуют финские художники В. Бломстед, А. Галлен-Каллела и др.
- Училище стало называться Центральным после создания в 1890-х годах филиалов в Нарве, Саратове, Ярославле. Первый директором с 1879 по 1896 год был архитектор М. Е. Месмахер.
- В 1892 году в ЦУТР обучалось 200 чел.; имелись отделения: общее художественное, декоративной живописи и резьбы, майолики, чеканки, ксилографии, живописи по фарфору, ткацкого и набивного дела.
- В разные годы преподавателями ЦУТР были: А. Д. Кившенко, М. К. Клодт, А. Т. Матвеев, В. В. Матэ, А. И. фон Гоген, Н. А. Кошелев, А. А. Рылов, О. О. фон Витте.

#### ЦУТР в художественной культуреЛатвии

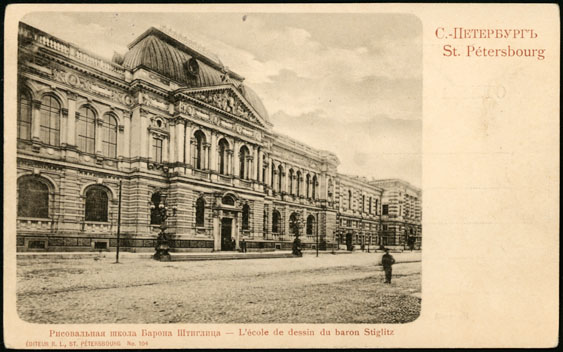
Центральное училище технического рисования. Почтовая открытка 1910 года

С первых лет создания Центрального училища технического рисования, это учебное заведение стало очень популярным среди молодёжи Латвии, желающей получить образование в области декоративно-прикладного искусства.
В ЦУТР получили образование около 130 этнических латвийских студентов. Некоторые из них впоследствии стали преподавателями этого училища, среди них: Густав Шкилтер — специалист декоративной отделки зданий (1905—1918), Карл Бренцен — преподавал художественную обработку стекла и витраж (1907—1920), Яков Белзен — педагог по рисунку и живописи (1905—1917), Юлий Яункалныньш — по росписи фарфора (1896—1918).
Мастера искусства, получившие образование в Центральном училище технического рисования, впоследствии заложили основу художественной культуры Латвии и стали создателями художественного образования Латвийской Советской Социалистической Республики:
- Создатель герба и денежных знаков Латвии — Рихард Зариньш
- Автор государственного флага Латвии и её первой почтовой марки — Ансис Цирулис
- Основатели профессиональной латвийской скульптуры — Теодор Залькалн, Густав Шкилтер, Буркард Дзенис
- Создатели латышский сценографии — Эдуард Бренцен, Янис Куга, Петерис Кундзинь, Артур Цимерманис
- Первопроходец латвийской монументально-декоративной живописи — Карл Бренцен
- Книжный график, плакатист и специалист в области витража — Сигизмунд Видберг
- Профессора, Народные художники Латвийской ССР — Карлис Миесниек, Эмиль Мелдерис и Отто Скулме
- Основатели латвийского профессионального прикладного искусства и популяризаторы — Юлий Мадерниек, Рудольф Пельше, Юлий Страуме и другие известные мастера искусства Латвии[5] .

### Государственные художественно-промышленные мастерские
- После октября 1917 года училище несколько раз преобразовывалось. В 1918 году училище было названо Государственными художественно-промышленными мастерскими. С 1918 по 1922 год директором этого учебного заведения был замечательный советский график Н. А. Тырса[6].
- В 1922 году учебное заведение с музеем (который основал архитектор М. Е. Месмахер в 1895 году) и библиотекой влилось в Петроградский ВХУТЕИН.
- В 1924 году Государственные художественно-промышленные мастерские перестали существовать, как самостоятельное учебное заведение.

### ЛВХПУ имени В. И. Мухиной

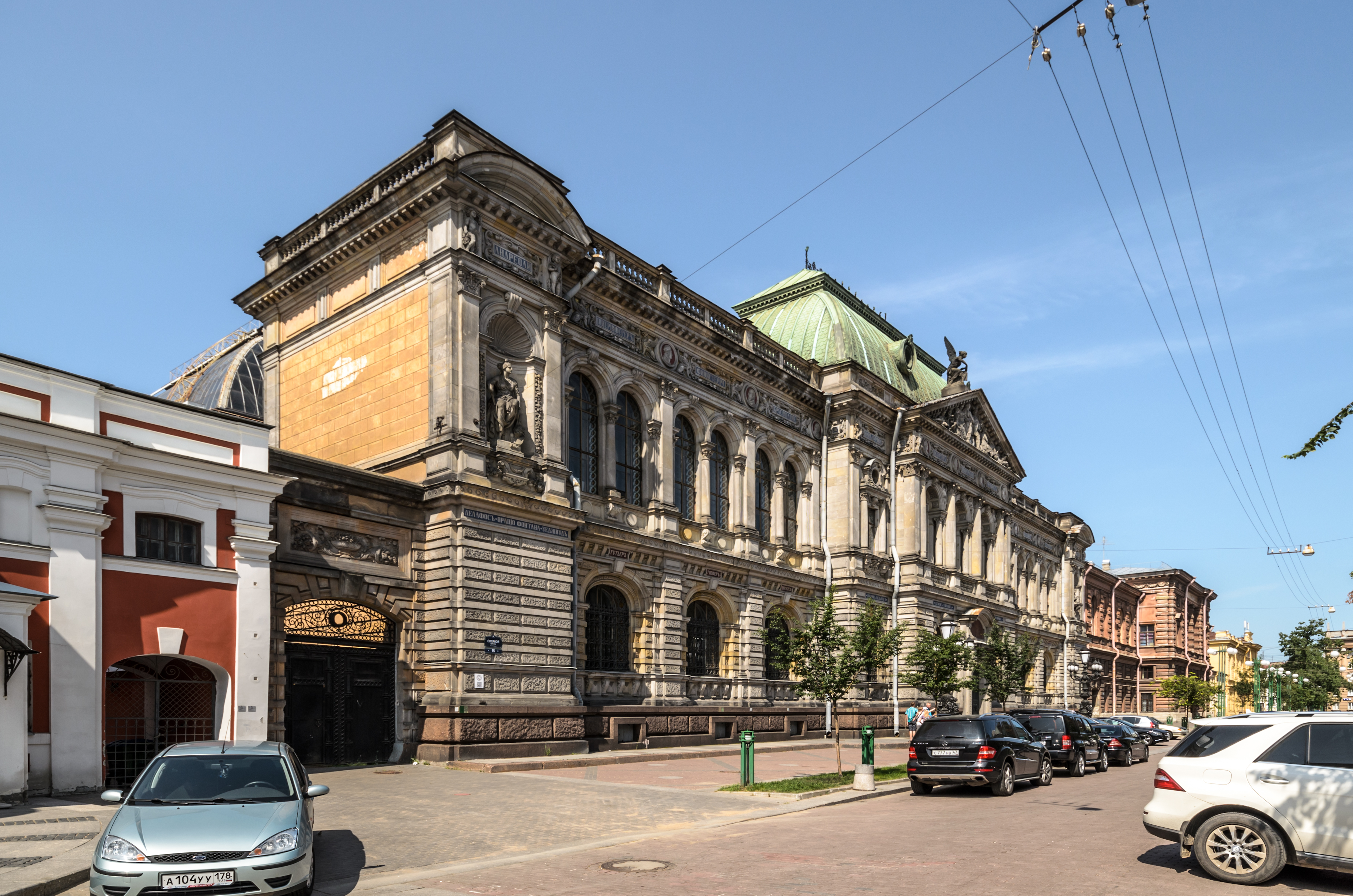
Здание музея Академии в Соляном переулке

- В 1945 году решением правительства училище воссоздаётся как художественное среднее специальное учебное заведение, осуществляющее подготовку специалистов монументального, декоративно-прикладного, промышленного и реставрационного искусства.
- В 1948 году оно становится высшим учебным заведением — Высшим художественно-промышленным училищем (ЛВХПУ). До 1960 года, пока сохранялась большая потребность в реставраторах, восстанавливающих разрушенное в годы Великой Отечественной войны, при институте работало подразделение, где готовили специалистов среднего звена (так называемое «отделение мастеров»).
- В 1953 году постановлением правительства Ленинградскому высшему художественно-промышленному училищу присвоено имя Народного художника СССР, действительного члена Академии художеств СССР, скульптора Веры Игнатьевны Мухиной, внёсшей большой вклад в создание советского монументального и декоративно-прикладного искусства.

### Художественно-промышленная академия
В 1994 году ЛВХПУ им. В. И. Мухиной преобразовано в Санкт-Петербургскую государственную художественно-промышленную академию.
27 декабря 2006 года академии присвоено имя А. Л. Штиглица.
В вузе обучается 1500 студентов и работает 220 преподавателей.

### Руководители
- 1879—1896 — Месмахер, Максимилиан Егорович (директор)
- 1918—1922 — Тырса, Николай Андреевич (директор)
- 1945—1950 — Вакс, Иосиф Александрович (ректор)
- 1950—1955 — Шепилевский, Модест Анатольевич (ректор)
- 1955—1980 — Лукин, Яков Николаевич (ректор)
- 1981—1988 — Степанов, Георгий Петрович (ректор)
- 1988—1993 — Марков, Николай Фёдорович (ректор)[9]
- 1994—2009 — Талащук, Алексей Юрьевич (ректор)
- 2009—2014 — Пальмин, Александр Анатольевич (ректор)
- 2015—2017 — Кичеджи, Василий Николаевич (и. о. ректора)
- с 2019 (и. о. с 2017) — Кислицына, Анна Николаевна (ректор)[10]

## Факультеты
- Факультет монументально-декоративного искусства
  - Кафедра рисунка
  - Кафедра живописи
  - Кафедра живописи и реставрации
  - Кафедра монументально-декоративной скульптуры
  - Кафедра монументально-декоративной живописи
  - Кафедра художественного текстиля
  - Кафедра художественной обработки металла
  - Кафедра художественной керамики и стекла
  - Кафедра станковой и книжной графики
  - Кафедра интерьера и оборудования
- Факультет дизайна
  - Кафедра искусствоведения
  - Кафедра общественных дисциплин и истории искусств
  - Центр инновационных образовательных проектов
  - Кафедра физического воспитания
  - Кафедра гуманитарных и инженерных дисциплин
  - Кафедра дизайна костюма
  - Кафедра дизайна мебели
  - Кафедра средового дизайна
  - Кафедра графического дизайна
  - Кафедра промышленного дизайна

## Известные преподаватели и выпускники
- См. Категория:Преподаватели Санкт-Петербургской художественно-промышленной академии
- См. Категория:Выпускники Санкт-Петербургской художественно-промышленной академии